# Limnias nymphaea
Limnias nymphaea är en hjuldjursart som beskrevs av Stenroos 1898. Limnias nymphaea ingår i familjen Flosculariidae.